# What Goes Around (album)
What Goes Around – koncertowy album zespołu The Heartbreakers nagrany 7 lipca i 16 listopada 1975 w nowojorskim klubie CBGB’s. Wydany w 1991 przez wytwórnię Bomp! Records (jako Johhny Thunders and the Heartbreakers).

## Lista utworów
1. "Goin' Steady" – 3:08
2. "Pirate Love" – 3:39
3. "Can’t Keep My Eyes On You" – 4:46
4. "Flight" – 4:23
5. "Hurt Me" – 3:50
6. "So Alone" – 5:47
7. "You Gotta Lose" – 3:04
8. "Love Comes In Spurts" – 3:06
9. "Stepping Stone" – 3:04
10. "New Pleasure" – 1:56
11. "Blank Generation" – 3:05
12. "I Wanna Be Loved" – 2:53

- Utwory 1, 3–5, 7, 9–12 zostały nagrane 7 lipca 1975 w nowojorskim klubie CBGB’s
- Utwory 2, 6, 8 zostały nagrane 16 listopada 1975 w nowojorskim klubie CBGB’s

## Skład
- Johnny Thunders – wokal, gitara
- Richard Hell – wokal, gitara basowa
- Jerry Nolan – perkusja